# Åke Salomonsson
Åke Elis Salomonsson, född 2 oktober 1895 i Matfors, Sundsvall, Medelpad, död 9 april 1953 i Nykøbing, var en svensk-dansk teckningslärare och skulptör.
Han var son till maskinsnickaren Karl Vilhelm Salomonsson och Ida Mathilda Holmblad. Salomonsson flyttade till Danmark 1917 och utbildade sig där till teckningslärare. Efter studierna följde en längre studieresa till bland annat Paris 1927. Han blev dansk medborgare 1932. Sedan början av 1930-talet medverkade han i Kunstnernes Efteraarsudstilling och utställningarna på Charlottenborg. Tillsammans med Otto Larsen, Thorbjørn Skeel Ankersen och Erik Bischoff tillhörde han den konstnärsgrupp som under 1930-talet samlades på Marielyst i Falster för att arbeta. Hans konst består av porträttbyster, barnskulpturer för fasadutsmyckning samt fontänfigurer.